# كاثرين أرداغ
كاثرين أرداغ (بالأيرلندية: Catherine Ardagh) هي سياسية أيرلندية من حزب فيانا فايل ولدت في يوم 20 سبتمبر 1984 في مدينة دبلن في أيرلندا. هي الزعيمة السابقة للحزب من سنة 2016 وحتى سنة 2020.